# Ричард Карапаз
Ричард Антонио Карапаз Монтенегро (шп. Richard Antonio Carapaz Montenegro; Тулкан, 29. мај 1993) еквадорски је професионални бициклиста од 2016. године, који тренутно вози за  ворлд тур тим ЕФ едукејшон—изипост. Освојио је Ђиро д’Италију 2019. и друмску трку на Олимпијским играма 2020. док је по једном завршио на другом мјесту на Ђиро д’Италији и Вуелта а Еспањи, гдје је освојио једанпут брдску класификацију, као и на трећем мјесту на Тур де Франсу, гдје је освојио по једном брдску класификацију и награду за најагресивнијег возача. Два пута је освојио Вуелта а Астуријас трку, а једном Тур де Свис. Два пута је освојио првенство Еквадора у вожњи на хронометар и једном у друмској вожњи.
Професионалну каријеру почео је 2016. у Колумбији, али је исте сезоне прешао у Мовистар, гдје је возио као стажер, а 2017. је потписао професионални уговор са тимом. Прве сезоне завршио је Руте ди Суд трку на другом мјесту, након чега је дебитовао на Вуелта а Еспањи. Године 2018. возио је Ђиро д’Италију, гдје је побиједио на осмој етапи и постао први Еквадоријанац који је освојио етапу на Ђиру. Завршио је трку на четвртом мјесту, док је пет дана био лидер класификације за најбољег младог возача. Године 2019. освојио је Ђиро д’Италију, уз двије етапне побједе, поставши тако први Еквадоријанац који је освојио неку гранд тур трку.
Године 2020. прешао је у Инеос Гренадирс. Исте године, дебитовао је на Тур де Франсу, који је завршио на 13 мјесту, а носио је тачкасту мајицу, за лидера брдске класификације на двије етапе, након чега је завршио Вуелту на другом мјесту, гдје је био лидер на пет етапа. Године 2021. био је лидер тима на Тур де Франсу, заједно са Герентом Томасом и Теом Гејган Хартом и завршио је на трећем мјесту, чиме је завршио све три гранд тур трке на подијуму, након чега је освојио златну медаљу у друмској трци на Олимпијским играма. Године 2022. завршио је на другом мјесту на Ђиро д’Италији, преко минут иза Џаја Хиндлија, након што је розе мајицу изгубио на етапи 20. Пред почетак Вуелта а Еспање, потписао је трогодишњи уговор са тимом ЕФ едукејшон—изипост од 2023. године. На Вуелта а Еспањи, био је један од лидера тима, заједно са Теом Гејганом Хартом и Карлосом Родригезом. Након што је изгубио доста времена и испао из борбе за генерални пласман, освојио је брдску класификацију, уз три етапне побједе. Године 2023. освојио је првенство Еквадора у друмској вожњи по први пут, након чега је био лидер тима на Тур де Франсу, гдје је пао на првој етапи заједно са Енриком Масом и није стартовао другу етапу.

## Јуниорска каријера
Јуниорску каријеру почео је 2013. године, када је завршио девети у генералном пласману, уз освојену класификацију за најбољег младог возача. У мају освојио је злато на Пан америчком првенству за возаче до 23 године, завршивши трку минут и 50 секунди испред Колумбијца Исака Боливара. Наредне двије сезоне није остварио побједу, а на Пан америчком првенству 2015. године, завршио је четврти друмску трку, секунду иза Колумбија Џонатана Рестепа; док је трку на хронометар завршио на шестом мјесту, минут и 22 секунде иза Мексиканца Игнасија Прада.

## Професионална каријера

### 2016.
Професионалну каријеру почео је 2016. године, у колумбијском тиму Строгман—Кампањоло. Сезону је почео на Тур де Сан Луис трци, коју је завршио на 78 мјесту у генералном пласману, 35 минута иза побједника — Дајера Кинтане. У јулу 2016, прешао је у шпански професионални тим Мовистар, на пробу. У новом тиму возио је девет трка 2016; Тур де л’Аин завршио је на 70 мјесту, 31 минут иза побједника — Сема Омена; док је Ђиро дела Тоскану завршио је на 32 мјесту, седам секунди иза Данијелеа Бенатија, уз треће мјесто у класификацији за најбољег младог возача.

### 2017.
На крају сезоне 2016, потписао је професионални уговор са Мовистаром и тако постао први Еквадоријанац који је потписао уговор са ворлд тур тимом. Сезону је почео у Португалији, на трци Волта ао Алгарве, са које се повукао током последње етапе. На класику Гран при Индустрија и Артиђанато завршио је други. На 20 km до циља, Карапаз је напао заједно са Адамом Јејтсом, Ригобертом Ураном и још три возача; међусобно су се нападали, али су се Јејтс, Уран и Карапаз одвојили тек у финишу и Јејтс је био најбољи у спринту. На првој етапи трке Вуелта сиклиста комунидад де Мадрид, био је у бијегу који је на циљ дошао два и по минута испред главне групе, у спринту је завршио трећи. Трку је завршио на шестом мјесту, седам секунди иза Оскара Севиље, који је на трећој, последњој етапи узео десет секунди бонификација и освојио трку. На другој етапи Вуелта а Кастиља и Леон трке завршио је четврти, захваљујући чему је дошао до четвртог мјеста у генералном пласману. Последњу етапу завршио је у групи и трку је завршио на четвртом мјесту. На Критеријуму ди Дофине радио је за Алехандра Валвердеа, који је трку завршио на деветом мјесту, док је Карапаз завршио на 44 мјесту, 37 минута иза побједника — Јакоба Фуглсанга.
Недељу дана након Дофинеа возио је Рута ди Суд трку. На краљевској, другој етапи, завршио је трећи, у спринту тројице возача који су на циљ стигли 40 секунди иза Пјера Ролана; Карапаз је тако дошао до другог мјеста у генералном пласману, секунду иза Силвана Дилијера. На последњој етапи, група се у финишу раздвојила, Карапаз је остао у другој групи и изгубио је шест секунди; завршио је трку на другом мјесту, седам секунди иза Дилијера, уз освојену класификацију за најбољег младог возача. Захваљујући добрим вожњама, ушао је у састав тима за Вуелта а Еспању, поставши тако први Еквадоријанац који је возио Вуелту и било коју гранд тур трку. На седмој етапи био је у бијегу са још 14 возача, Матеј Мохорич се одвојио на спусту са последњег успона и дошао до соло побједе, док је Карапаз завршио на 12 мјесту, минут и по иза. На етапи 11 Алберто Контадор је напао на 10 km до циља, група се раздвојила, Карапаз је завршио на 13 мјесту, минут и 20 секунди иза побједника — Мигела Анхела Лопеза. Најбољи резултат остварио је на етапи 20, када је Алберто Контадор дошао до велике побједе на Англируу, последње у каријери; Карапаз је завршио на 11 мјесту, минут и 46 секунди иза Контадора. Вуелту је завршио на 34 мјесту, сат и 46 минута иза Криса Фрума, који је освојио и Тур де Франс и Вуелту. Након Вуелте, требало је да учествује на Боливијским играма, гдје је био фаворит за злато, али је ухваћен заједно са Џонатаном Нарваезом и Џонатаном Каиседом, да пије након церемоније отварања и сва тројица су послата кући, од стране Еквадора.

### 2018.
Сезону 2018 почео је на Вуелта а Сан Хуан трци, коју је завршио на 75 мјесту у генералном пласману. У марту возио је Париз—Ницу. Хронометар на четвртој етапи завршио је два минута иза Ваута Пулса; На седмој етапи, Сајмон Јејтс је напао четири километра до циља, Карапаз је завршио 54 секунде иза и дошао до 16 мјеста у генералном пласману. На последњој, осмој етапи, Карапазов сувозач — Марк Солер је напао на 40 km до циља и освојио је трку, док је Карапаз завршио на осмом мјесту, 35 секунди иза, али је надокнадио вријеме у односу на друге возаче и завршио трку на 11 мјесту у генералном пласману. На екипном хронометру на трци Сетимана Копи и Бартали Мовистар је завршио на 11 мјесту; Карапаз је на другој етапи завршио пети на успону и дошао је до шестог мјеста у генералном пласману. На трећој етапи завршио је пети у спринту и дошао је до трећег мјеста у генералном пласману; хронометар на последњој етапи завршио је на деветом мјесту, 52 секунде иза Јана Тратника и трку је завршио на трећем мјесту. На другој, краљевској етапи, остварио је соло побједу и преузео лидерску мајицу, коју је сачувао на последњој етапи и освојио је своју прву етапну, професионалну трку.
Карапаз је ушао у састав тима за Ђиро д’Италију 2018, поставши тако прво Еквадоријанац на Ђиру. Ђиро је стартовао хронометром у Јерусалиму, који је Карапаз завршио на 71 мјесту, минут иза побједника — Тома Димулена. На шестој етапи, до Етне, Сајмон Јејтс је напао на 1,5 km до циља, нико није пратио, Карапаз је завршио седми, у групи која је стигла 27 секунди иза Јејтса и тако преузео бијелу мајицу, за лидера класификације за најбољег младог возача. На осмој етапи, Александар Женије је напао у финишу, Карапаз је пратио, а затим отишао од њега; последњи километар возио је соло и дошао до највеће побједе у каријери, седам секунди испред Давидеа Формола. Карапаз је тако иједно постао први Еквадоријанац који је освојио етапу на некој гранд тур трци. Н деветој етапи, до Гран Сасо д’Италије, Мичелтон—Скот тим је радио на челу. Доменико Поцовиво је напао на 600 m до циља, пратили су Јејтс, Тибо Пино, Естебан Чавез и Карапаз; у самом финишу Карапаз је дистанциран и завршио је етапу на петом мјесту, четири секунде иза. На етапи 11, Сајмон Јејтс је напао на 2 km до циља и дошао до соло побједе, док је Карапаз губио вријеме од већине конкурената и завршио етапу на 11 мјесту, 23 секунде иза Јејтса, али је остао на петом мјесту у генералном пласману. На етапи 14, до Монте Зонколана, Крис Фрум је напао на 4,5 km до циља, Карапаз је губио вријеме и завршио је етапу на 13 мјесту, два минута иза Фрума; изгубио је бијелу мајицу, коју је преузео Мигел Анхел Лопез, завршивши минут и 45 секунди испред Карапаза, који је пао на седмо мјесто у генералном пласману. На етапи 15, Сајмон Јејтс је напао на 17 km до циља и остварио трећу етапну побједу у розе мајици, 41 секунду испред групе у којој је завршио и Карапаз; Мигел Анхел Лопез је завршио други и узео шест секунди бонификације испред Карапаза. На етапи 16 вожен је хронометар, који је Карапаз завршио на 52 мјесту, два минута и 57 секунди иза побједника — Роана Дениса; док је изгубио додатних десет секунди од Лопеза. Пао је на девето мјесто у генералном пласману, шест минута иза Јејтса, а 30 секунди иза Лопеза. На етапи 18, Максимилијан Шахман је побиједио. Лопез је из главне групе напао на 2 km до циља, Карапаз није реаговао; Фрум и Том Димулен су касније дистанцирали Јејтса, Карапаз није могао ни њих да прати и завршио је 35 секунди иза Лопеза, који је повећао вођство у класификацији за најбољег младог возача. На етапи 19 вођена је велика борба за генерални пласман. Крис Фрум је напао на 80 km до циља, Димулен и Пино су радили на достизању, Карапаз им се придружио покушавајући да дистанцира Лопеза, али Безуспјешно. До краја етапе, Лопез и Карапаз су се возили на зачељу, отпадали и враћали се до Димулена и Пиноа; у финишу је Карапаз нападао, али је Лопез пратио сваки напад. На последњих неколико стотина метара, Карапаз се одвојио и завршио је етапу на другом мјесту, 18 секунди испред Лопеза, са бонификацијом. Захваљујући огромном губитку времена других возача, који су завршили пет минута иза Карапаза, Пиноа, Лопеза и Димулена, Карапаз је дошао до петог мјеста у генералном пласману. На етапи 20, последњој брдској, Тибо Пино није имао снаге, отпао је рано од групе и завршио 48 минута иза. Карапаз је покушавао да дистанцира Лопеза и узме бијелу мајицу, али није успио. Захваљујући огромном губитку времена Тиба Пиноа, који је био трећи, Карапаз је дошао до четвртог мјеста у генералном пласману. Последња етапа била је неутеалисана за генерални пласман, Карапаз је тако остварио најбољи резултат у каријери, завршио је Ђиро на четвртом мјесту, пет минута и 44 секунде иза Фрума; у борби за бијелу мајицу завршио је други, 47 секунди иза Лопеза. Након Ђира, приређен му је дочек у главном граду Еквадора — Киту, гдје су га као националног хероја дочекале хиљаде навијача.

## Резултати на Гранд тур тркама
| Гранд тур трке  | 2017 | 2018 | 2019 | 2020 |
| --------------- | ---- | ---- | ---- | ---- |
| Ђиро д’Италија  | —    | 4    | 1    | —    |
| Тур де Франс    | —    | —    | —    | 13   |
| Вуелта а Еспања | 36   | 18   | —    | 2    |

| —   | Није учествовао    |
| DNF | Није завршио трку. |